# Antonio Tartaglia
Antonio Tartaglia (Casalbordino, 13 de enero de 1968) es un deportista italiano que compitió en bobsleigh en las modalidades doble y cuádruple.
Participó en cuatro Juegos Olímpicos de Invierno, entre los años 1992 y 2002, obteniendo una medalla de oro en Nagano 1998, en la prueba doble (junto con Günther Huber).
Ganó una medalla de plata en el Campeonato Mundial de Bobsleigh de 1997 y tres medallas en el Campeonato Europeo de Bobsleigh entre los años 1994 y 1998.

## Palmarés internacional
| Juegos Olímpicos   | Juegos Olímpicos     | Juegos Olímpicos  | Juegos Olímpicos |
| Año                | Lugar                | Medalla           | Prueba           |
| ------------------ | -------------------- | ----------------- | ---------------- |
| 1998               | Nagano (Japón)       | Medalla de oro    | Doble            |
| Campeonato Mundial |                      |                   |                  |
| Año                | Lugar                | Medalla           | Prueba           |
| 1997               | Sankt Moritz (Suiza) | Medalla de plata  | Doble            |
| Campeonato Europeo |                      |                   |                  |
| Año                | Lugar                | Medalla           | Prueba           |
| 1994               | La Plagne (Francia)  | Medalla de oro    | Cuádruple        |
| 1997               | Königssee (Alemania) | Medalla de oro    | Doble            |
| 1998               | Igls (Austria)       | Medalla de bronce | Doble            |